# Shuttle (entreprise)
Pour les articles homonymes, voir Shuttle.
 (septembre 2018).
Si vous disposez d'ouvrages ou d'articles de référence ou si vous connaissez des sites web de qualité traitant du thème abordé ici, merci de compléter l'article en donnant les références utiles à sa vérifiabilité et en les liant à la section « Notes et références ».
Shuttle Inc. est un fabricant de matériel informatique basé à Taïwan créé en 1983. L'entreprise produit notamment des barebones, des cartes-mères, des moniteurs ACL et des PC complets. Le slogan de cette société est We Create[réf. nécessaire].

## Produits

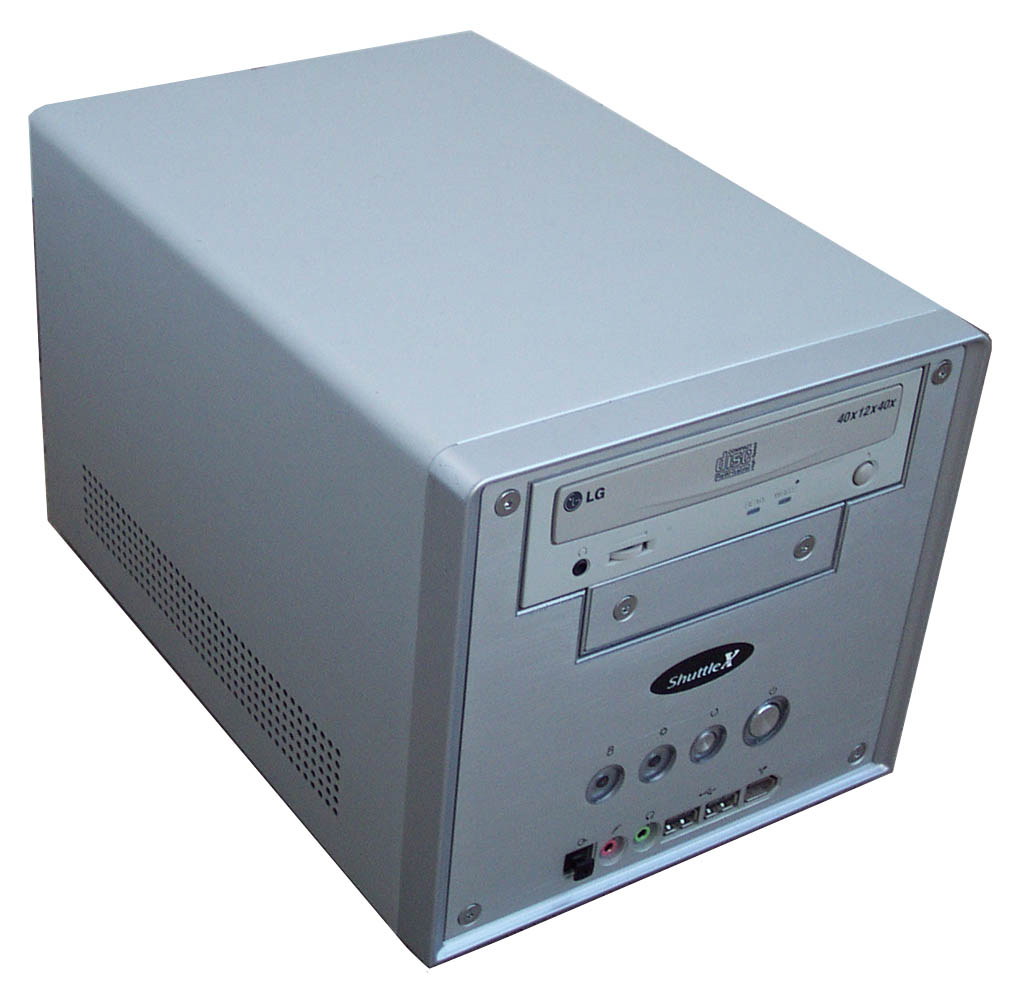
Barebone Shuttle
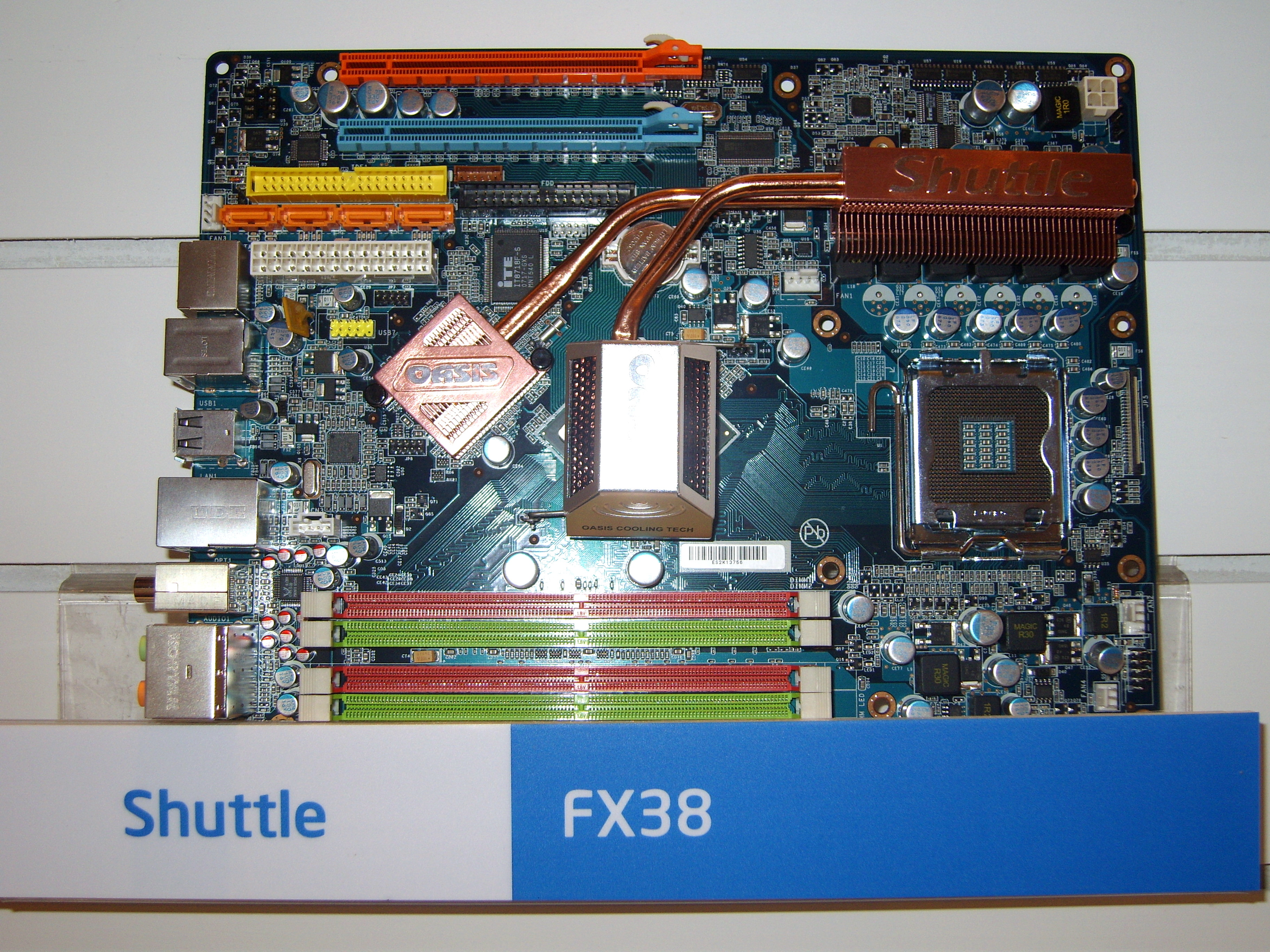
Carte mère Shuttle.